# Кудреватов Андрій Іванович
Андрій Іванович Кудреватов (4 липня 1913 Банщиково (нині —Шелопугінський район, Забайкальський край, Росія) — 15 квітня 1971, Верхівцеве) — радянський воїн, Герой Радянського Союзу, в роки радянсько-німецької війни командир відділення 
957-го стрілецького полку 309-ї штурмової стрілецької дивізії 40-ї армії Воронезького фронту, сержант.

## Біографія
Народився 4 липня 1913 року в селі Банщиково (нині —Шелопугінський район, Забайкальський край, Росія). Росіянин. Член ВКП(б)/КПРС з 1942 року. Закінчив початкову школу.
Працював на золотодобувній копальні. В Червоній Армії в 1935-37 роках та з грудня 1941 року. 
На фронті — з березня 1942 року. 
Командир відділення сержант Андрій Кудреватов в ніч на 24 вересня 1943 року з бійцями свого підрозділу 
одним з перших висадився на правому березі Дніпра (Букринський плацдарм), захопив плацдарм та утримував його добу до підходу підкріплення. В бою за село Балико-Щучинка Кагарлицького району сержант Кудреватов першим увірвався до траншеї противника та в рукопашному бою знищив кілька гітлерівців.
Указом Президії Верховної Ради СРСР від 23 жовтня 1943 року за 
зразкове виконання бойових завдань командування на фронті боротьби з немецько-фашистськими загарбниками та проявлені при цьому мужність та героізм сержанту Кудреватову Андрію Івановичу присвоєно звання Героя Радянського Союзу з врученням ордена Леніна і медалі «Золота Зірка» (№ 11217).
Після закінчення війни демобілізований воїн оселився в Верхівцеве. До виходу на пенсію працював на
залізничному транспорті.
Вручення нагороди відбулося лише після закінчення війни, як і багатьом пораненим воїнам.
Помер 15 квітня 1971 року. Похований у Верхівцеве на центральній алеї міського цвинтаря.

## Нагороди
Нагороджений орденом Леніна, орденом Червоної Зірки, медалями.